# Cameron Levins
Cameron Levins (* 28. März 1989 in Campbell River) ist ein kanadischer Langstreckenläufer.

## Leben
Levins besuchte von 2008 bis 2012 die Southern Utah University. 2012 gewann er bei den NCAA-US-College-Meisterschaften über 5000 und 10.000 Meter und brach zahlreiche Rekorde an seiner Universität (800 m, 1 Meile, 3000 und 5000 m). Von 2010 bis 2012 wurde Levins jeweils kanadischer Cross-Meister.
2012 gelang ihm auch der internationale Durchbruch, als er sich für die Olympischen Spiele 2012 in London über die 5000 und 10.000 Meter qualifizierte. Über 10.000 Meter belegte er den 11. Platz und über 5000 Meter den 14. Platz. Nachdem er 2012 seinen Universitätsabschluss erreicht hatte, entschied sich Levins, professioneller Läufer zu werden, und schloss sich dem Nike Oregon Project unter dem Erfolgstrainer Alberto Salazar an.
Bei den Weltmeisterschaften 2013 in Moskau belegte er den 14. Platz über 10.000 Meter und brach den kanadischen 2-Meilen-Hallenrekord.
2014 überraschte Levins mit einem starken Endspurt, als er sich die Bronzemedaille bei den Commonwealth Games 2014 in Glasgow sicherte und damit seinen bisher größten Erfolg feierte. Des Weiteren brach Levins 2014 zwei kanadische Hallenrekorde über 2000 und 5000 Meter.
2017 verließ er das Oregon Project.
Bei den Halbmarathon-Weltmeisterschaften 2018 in Valencia belegte Levins in persönlicher Bestleistung von 1:02:15 Stunden Platz 30. Im Oktober gab er beim Toronto Waterfront Marathon sein Debüt auf der Marathondistanz. Dabei erreichte er auf Anhieb den vierten Platz und brach in 2:09:25 Stunden den fast 43 Jahre alten kanadischen Rekord von Jerome Drayton.
Cameron Levins ist 1,78 m groß, bei einem Wettkampfgewicht von 65 kg.

## Persönliche Bestzeiten
- 1500 m: 3:36,88 min, 17. Mai 2013, Los Angeles
- 3000 m: 7:41,59 min, 8. Februar 2014, Boston
- 5000 m: 13:15,19 min, 1. Juni 2013, Eugene
- 10.000 m: 27:07,51 min, 29. Mai 2015, Eugene
- Halbmarathon: 1:02:14 h, 19. Januar 2020, Houston
- Marathon: 2:09:25 h, 21. Oktober 2018, Toronto